# Ponte Latina (Sarajevo)

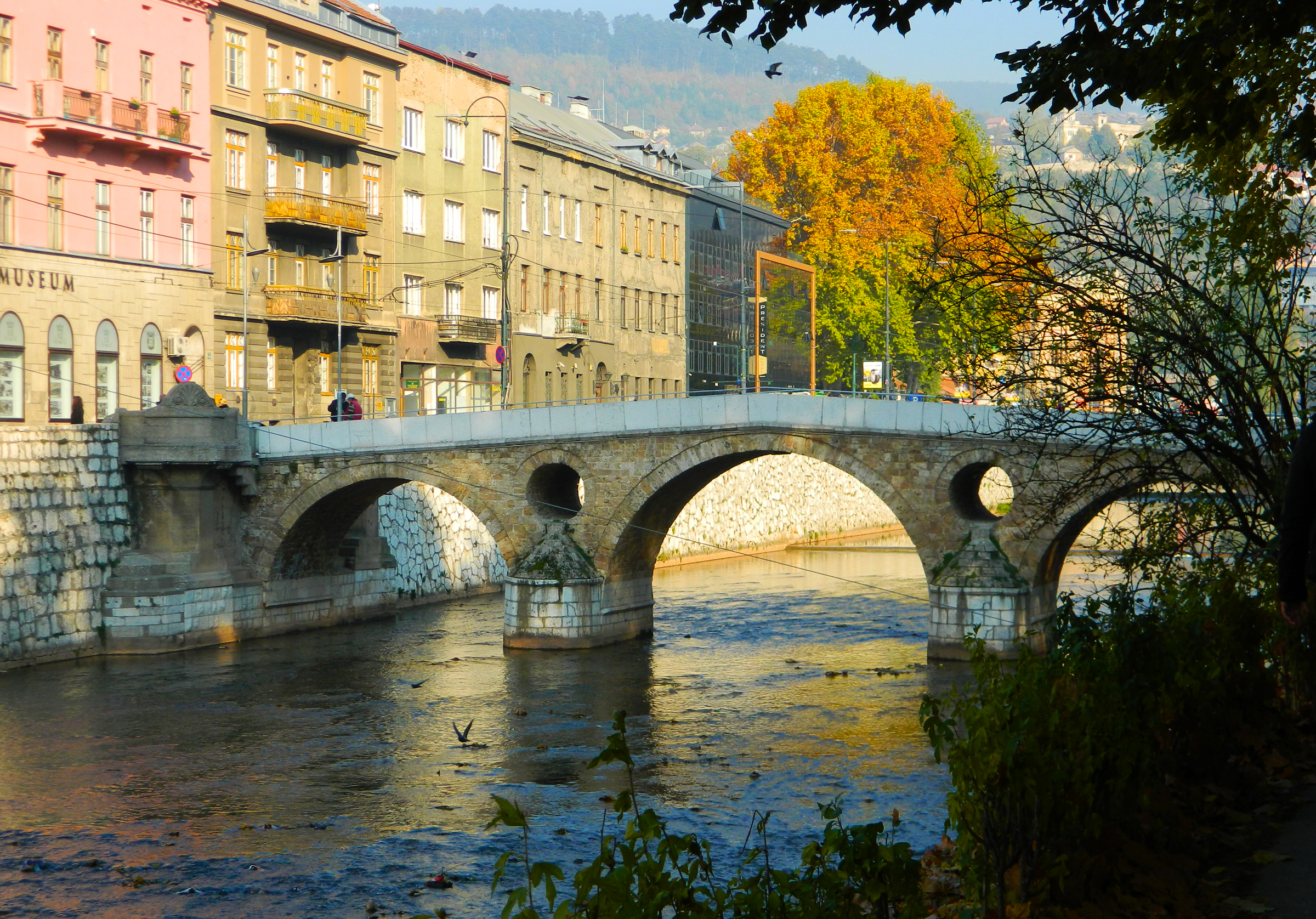
Ponte Latina - 2015

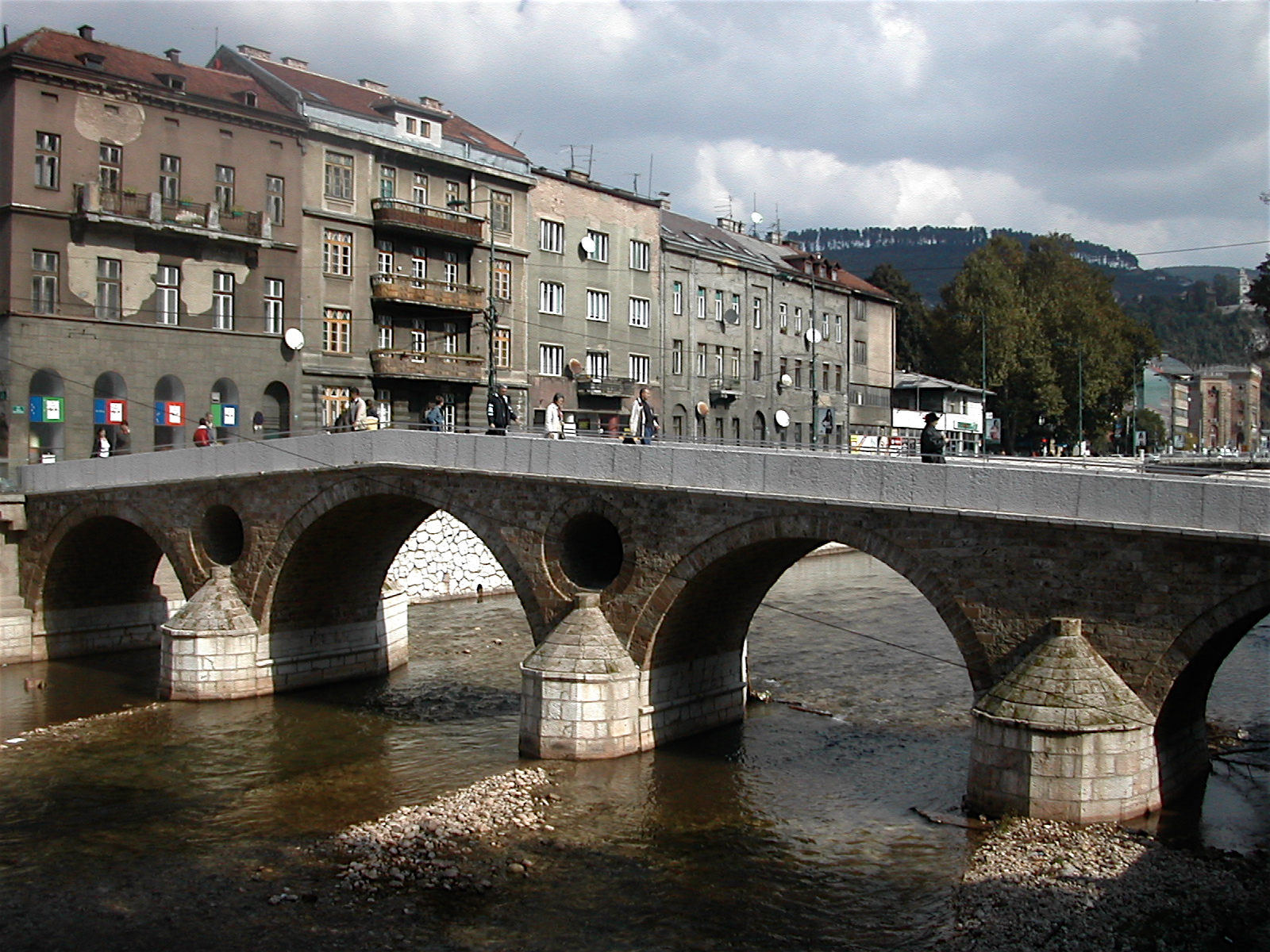
Ponte Latina - 2005

Ponte Latina (Bósnio: Latinska ćuprija, chamada Principov most - "Princip Bridge" na era Iugoslávia) é uma ponte histórica sobre o rio Miljacka em Sarajevo, Bósnia e Herzegovina. No extremo norte da ponte ocorreu o Assassinato de Sarajevo, quando o Francisco Ferdinando da Áustria-Hungria foi assassinado pelo sérvio Gavrilo Princip em 1914, no casus belli da Primeira guerra mundial.

## História

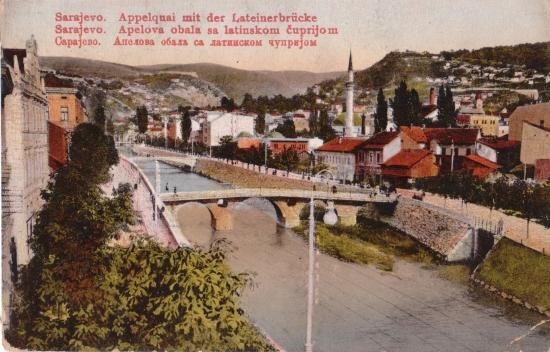
Ponte Latina - 1913

Considerando a data de sua fundação, a ponte Latina é a mais antiga dentre as pontes preservadas de Sarajevo. O Censo do Sanjaco da Bósnia do Império Otomano de 1541 menciona essa ponte em seu inventário, tendo sido feita por um artesão de couro de nome Huceine, filho de Sirmerde. Essa primeira ponte parece ter sido feita de madeira, pois os relatos da corte datados de 1565 testemunhavam que a ponte de pedra fora ali construída por um eminente cidadão de Sarajevo de nome Ali Aini Bei. Uma terrível inundação em 15 de novembro de 1791 danificou muito a ponte e sua reconstrução foi financiada pelo mercador Abedalá Briga. Alguém teria dito que o ano em que foi reconstruída pode ser obtido pelos valores numéricos da palavra Briga (ponte) é 1213, o qual no Calendário islâmico equivale ao ano da reconstrução 1798/99 (FactDate Maio 2008).

## Construção
A ponte tem quatro arcos e repousa sobre três grandes e fortes pilares e os diques das margens. É feita em pedra e gipsita e os dois “Olhos” de alívio de pressão das colunas são tão característicos que estão no brasão da cidade de Sarajevo. Devido ao grande tráfego de veículos durante o domínio pelo Império Austro-Húngaro, uma pavimentação com placas lhe foi adicionada.

## Assassinato

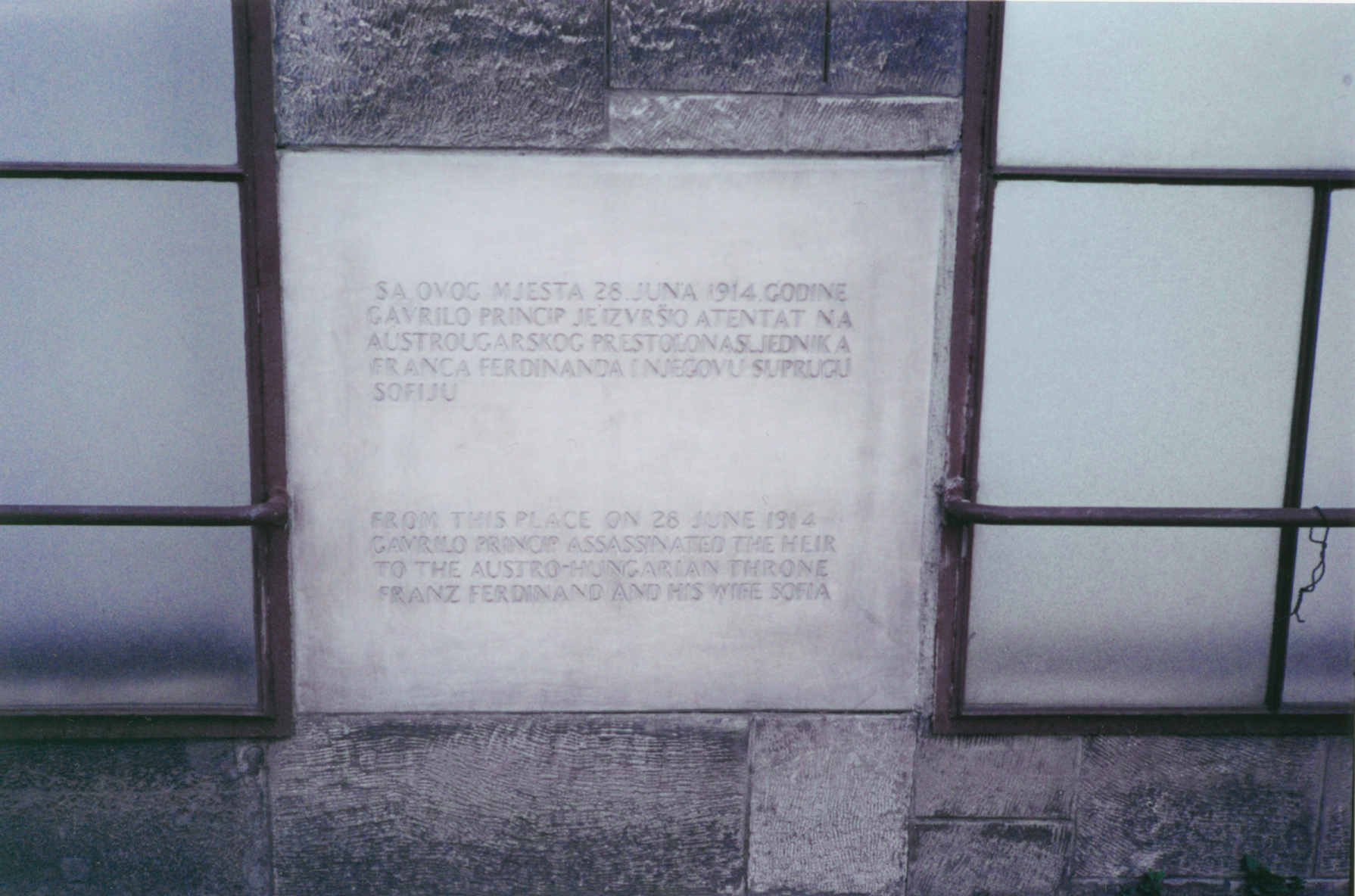
Placa moderna marca o local do assassinato

Foi nas proximidades da Ponte Latina, em 28 de junho de 1914, na esquina da passagem da margem direita do rio Miljacka para uma rua, que o estudante sérvio Gavrilo Princip disparou sobre o herdeiro do trono do Império Austro-Húngaro, o Arquiduque Francisco Fernando e sua esposa Sofia, Duquesa de Hohenberg, matando ambos. Isso foi o casus belli da Primeira Grande Guerra. A ponte Latina foi renomeada de Ponte Princip durante o período da Iugoslávia, mas voltou a ter o nome de Ponte Latina ao final da Guerra Civil Iugoslava.  

Mapa mostra o local do assassinato do Arquiduque, em relação à ponte